# 8-я армия (вермахт)
Не следует путать с 8-й немецкой армией в Первой мировой войне
8-я армия (нем. 8. Armee) — германская армия, принимала участие во Второй мировой войне.

## Боевой путь
Воссоздана 1 августа 1939 года для участия во Второй мировой войне. 20 октября 1939 года переформирована во 2-ю армию. Вновь создана 22 августа 1943 года на южном участке Восточного фронта из армейской группировки «Кемпф».
Первое формирование армии — участвовала в Польской кампании в сентябре-октябре 1939 года.
Второе формирование — на Восточном фронте (с конца августа 1943 года). Бои на Украине, затем в Восточной Европе, 8 мая 1945 года в Австрии сдалась в плен американским войскам.

## Состав армии
В сентябре 1939 года:
- 10-й армейский корпус
- 13-й армейский корпус

В сентябре 1943 года:
- 47-й танковый корпус
- 3-й армейский корпус
- 11-й армейский корпус
- 42-й армейский корпус

В январе 1944 года:
- 47-й танковый корпус
- 3-й армейский корпус
- 11-й армейский корпус

В ноябре 1944 года:
- 29-й армейский корпус
- 1-й корпус (венгерский)
- 9-й корпус (венгерский)

В апреле 1945 года:
- 4-й танковый корпус
- 43-й армейский корпус
- 72-й армейский корпус

## Командующие армией
Первое формирование:
- 1939 — генерал-полковник Йоханнес Бласковиц

Второе формирование:
- с 22 августа 1943 — генерал пехоты Отто Вёлер
- с 28 декабря 1944 — генерал горных войск Ханс Крейзинг